# Desafío Yves du Manoir
El Desafío Yves du Manoir fue una competición anual de rugby organizada por la federación francesa de rugby.
La competición se fundó el año 1931, y su desaparición fue en la temporada 2003.
El máximo ganador de la competición fue el equipo de RC Narbonne con nueve consagraciones.

## Historia
El nombre del torneo, Yves du Manoir, rinde homenaje al jugador de la selección francesa que murió accidentalmente en un avión en 1928

## Campeonatos
| Temporada        | Campeón                    | Resultad0   | Subcampeón           |
| 1932             | SU Agen                    | round robin | Lyon OU              |
| 1933             | Lyon OU                    | round robin | SU Agen              |
| 1934             | Stade Toulousain RC Toulon | 0-0         |                      |
| 1935             | USA Perpignan              | 3-3, 6-0    | AS Montferrand       |
| 1936             | Aviron Bayonnais           | 9-3         | USA Perpignan        |
| 1937             | Biarritz Olympique         | 9-3         | USA Perpignan        |
| 1938             | AS Montferrand             | 23-10       | USA Perpignan        |
| 1939             | Section Paloise            | 5-0         | RC Toulon            |
| 1952             | Section Paloise            | round robin | Racing Club          |
| 1953             | FC Lourdes                 | 8-0         | Section Paloise      |
| 1954             | FC Lourdes                 | 28-12       | RC Toulon            |
| 1955             | USA Perpignan              | 22-11       | SC Mazamet           |
| 1956             | FC Lourdes                 | 3-0         | USA Perpignan        |
| 1957             | US Dax                     | 6-6         | AS Montferrand       |
| 1958             | SC Mazamet                 | 3-0         | Stade Montois        |
| 1959             | US Dax                     | 12-8        | Section Paloise      |
| 1960             | Stade Montois              | 9-9         | AS Béziers           |
| 1961             | Stade Montois              | 17-8        | AS Béziers           |
| 1962             | Stade Montois              | 14-9        | Section Paloise      |
| 1963             | SU Agen                    | 11-0        | CA Brive             |
| 1964             | AS Béziers                 | 6-3         | Section Paloise      |
| 1965             | US Cognac                  | 5-3         | USA Perpignan        |
| 1966             | FC Lourdes                 | 16-6        | Stade Montois        |
| 1967             | FC Lourdes                 | 9-3         | RC Narbonne          |
| 1968             | RC Narbonne                | 14-6        | US Dax               |
| 1969             | US Dax                     | 24-12       | FC Grenoble          |
| 1970             | RC Toulon                  | 25-22       | SU Agen              |
| 1971             | US Dax                     | 18-8        | Stade Toulousain     |
| 1972             | AS Béziers                 | 27-6        | AS Montferrand       |
| 1973             | RC Narbonne                | 13-6        | AS Béziers           |
| 1974             | RC Narbonne                | 19-10       | CA Brive             |
| 1975             | AS Béziers                 | 16-12       | SU Agen              |
| 1976             | AS Montferrand             | 40-12       | SC Graulhet          |
| 1977             | AS Béziers                 | 19-18       | FC Lourdes           |
| 1978             | RC Narbonne                | 19-19       | AS Béziers           |
| 1979             | RC Narbonne                | 9-7         | AS Montferrand       |
| 1980             | Aviron Bayonnais           | 16-10       | AS Béziers           |
| 1981             | FC Lourdes                 | 25-13       | AS Béziers           |
| 1982             | US Dax                     | 22-19       | RC Narbonne          |
| 1983             | SU Agen                    | 29-7        | RC Toulon            |
| 1984             | RC Narbonne                | 17-13       | Stade Toulousain     |
| 1985             | RC Nice                    | 21-16       | AS Montferrand       |
| 1986             | AS Montferrand             | 22-15       | FC Grenoble          |
| 1987             | FC Grenoble                | 26-7        | SU Agen              |
| 1988             | Stade Toulousain           | 15-13       | US Dax               |
| 1989             | RC Narbonne                | 18-12       | Biarritz Olympique   |
| 1990             | RC Narbonne                | 24-19       | FC Grenoble          |
| 1991             | RC Narbonne                | 24-19       | CA Bègles            |
| 1992             | SU Agen                    | 23-18       | RC Narbonne          |
| 1993             | Stade Toulousain           | 13-8        | Castres Olympique    |
| 1994             | USA Perpignan              | 18-3        | AS Montferrand       |
| 1995             | Stade Toulousain           | 41-20       | CA Bègles            |
| 1996             | CA Brive                   | 12-6        | Section Paloise      |
| 1997             | Section Paloise            | 13-11       | CS Bourgoin-Jallieu  |
| 1998             | Stade Toulousain           | 22-15       | Stade Français Paris |
| 1999             | Stade Français Paris       | 27-19       | CS Bourgoin-Jallieu  |
| 2000             | Biarritz Olympique         | 24-13       | CA Brive             |
| 2001             | AS Montferrand             | 34-24       | FC Auch              |
| 2002             | Stade Rochelais            | 23-19       | Biarritz Olympique   |
| 2003 (marzo)     | Stade Rochelais            | 22-20       | CS Bourgoin-Jallieu  |
| 2003 (noviembre) | Castres Olympique          | 27-26       | CS Bourgoin-Jallieu  |